# إد ويلت
إد ويلت (بالإنجليزية: Ed Willett) هو لاعب كرة قاعدة أمريكي، ولد في 7 مارس 1884 في نورفولك في الولايات المتحدة، وتوفي في 10 مايو 1934 في ولنغتون في الولايات المتحدة.

## وصلات خارجية
- إد ويلت على موقع دوري كرة القاعدة الرئيسي (الإنجليزية)
- إد ويلت على موقعبيزبول رفرنس.كوم (الدوري الرئيسي) (الإنجليزية)
- إد ويلت على موقعبيزبول رفرنس.كوم (الدوري الثانوي) (الإنجليزية)